# Corinne Hermès
Corinne Hermès (născută la 16 noiembrie 1961 cu numele Corinne Miller) este o cântăreață franceză care reprezentând Luxemburgul a câștigat concursul muzical Eurovision 1983 cu piesa Si la vie est cadeau (Dacă viața e un cadou). 